# Herb gminy Czarnocin (województwo łódzkie)
Herb gminy Czarnocin – jeden z symboli gminy Czarnocin, ustanowiony 28 czerwca 2023.

## Historia
Po raz pierwszy herb gminy próbowano zaprojektować w 2003. Zgodnie z projektem, na herbie miała się znaleźć Matka Boska, jednak z powodu niepodjęcia tematu przez radę gminy pomysł upadł. 
Do pomysłu uchwalenia symboli gminy, w tym herbu, powrócono w 2014, a następnie w 2016. Prace były długotrwałe, przed wysłaniem projektu do Komisji Heraldycznej przeprowadzono konsultacje z mieszkańcami gminy. Ostatecznie, po uzyskaniu pozytywnej opinii Komisji, herb wraz z innymi symbolami uchwalono 28 czerwca 2023. 

## Wygląd i symbolika
Herb przedstawia na tarczy w polu błękitnym srebrną lilię heraldyczną, pod którą umieszczono dwa anioły zwrócone ku sobie w geście adoracji. Jest to nawiązanie do wezwania kościoła w Czarnocinie (Wniebowzięcia NMP).